# مایومی اوماتسو
مایومی اوماتسو (انگلیسی: Mayumi Omatsu؛ زادهٔ ۱۲ ژوئیهٔ ۱۹۷۰) بازیکن فوتبال اهل ژاپن است که در تیم ملی فوتبال زنان ژاپن بازی کرده‌است.